# 长坪乡 (松桃县)
长坪乡，是中华人民共和国贵州省铜仁市松桃苗族自治县下辖的一个乡镇级行政单位。

## 行政区划
长坪乡下辖以下地区：
黎明村、康金村、盘报村、干沙坪村、地甲司村、塘寨村、七星村、高坡坪村、麻州村、下棚村、构皮村、董汝村、地卡村和梭绊村。